# 設備士
設備士（せつびし）とは、設備に関する資格取得者で、設備管理に関する技術者である。

## 実例
国家資格
- 消防設備士　消防法による。関連資格に消防設備点検資格者、自衛消防技術試験、防火管理技能者、防火対象物点検資格者などがある。
- 液化石油ガス設備士　液化石油ガスの保安の確保及び取引の適正化に関する法律による。
- 浄化槽設備士　浄化槽法による。関連資格に浄化槽管理士がある。
- 建築設備士　建築士法による。関連資格に建築設備検査資格者、特殊建築物等調査資格者がある。

民間資格
- 防犯設備士　根拠法令は無い。関連資格に防犯装備士などがある。
- 空気調和・衛生工学会設備士